# Delta Indi
Delta Indi (δ Indi, förkortat Delta  Ind, δ Ind) som är stjärnans Bayerbeteckning, är en dubbelstjärna  belägen i den östra delen av stjärnbilden Indianen. Den har en kombinerad skenbar magnitud på 4,40 och är synlig för blotta ögat där ljusföroreningar ej förekommer. Baserat på parallaxmätning inom Hipparcosuppdraget på ca 17,3 mas, beräknas den befinna sig på ett avstånd på ca 188 ljusår (ca 58 parsek) från solen.

## Egenskaper
Primärstjärnan Delta Indi A är gul till vit underjättestjärna av spektralklass F0 IV. Den har en massa som är ca 1,8 gånger större än solens massa, en radie som är ca 4,5 gånger större än solens och utsänder från dess fotosfär ca 48 gånger mera energi än solen vid en effektiv temperatur på ca 7 445 K.
Dubbelstjärnan upptäcktes av den sydafrikanske astronomen William Stephen Finsen 1936 som publicerade sina studier av den 1956. Stjärnparet har en omloppsperiod på 12,2 år och en excentricitet på omkring 0,03. Båda komponenterna har listats med spektralklass F0 IV av flera författare, vilket anger att de är gulvita underjättar. Deras beräknade massor matchar emellertid inte denna klassificering, så Docobo och Andrade (2013) antar att parallaxen enligt Hipparcosmätningen kan ha underskattats.